# Tempestade tropical Fernand (2013)
A tempestade tropical Fernand foi um ciclone tropical de curta duração, mas mortal, que atingiu partes do estado de Veracruz, no México, causando inundações e deslizamentos de terra. A sexta tempestade tropical da temporada de furacões no oceano Atlântico de 2013, Fernand se desenvolveu a partir da fusão de duas ondas tropicais que se moveram ao largo da costa da África na Baía de Campeche em 25 de agosto. Organizando-se rapidamente, o ciclone tornou-se uma tempestade tropical e acabou atingindo a costa do México como uma tempestade tropical moderada a forte. Fernand persistiu por mais um dia no interior antes de se dissipar no terreno montanhoso do país. Durante a sua vida relativamente curta, Fernand causou inúmeras enchentes em seu rastro, que resultaram na morte de 14 pessoas dentro e ao redor das áreas de Veracruz.

## História meteorológica
As origens de Fernand foram um pouco complexas, resultando no desenvolvimento de uma perturbação que se formou a partir da interação de duas ondas tropicais no Atlântico oriental. O primeiro saiu da costa da África em 10 de agosto e avançou para o oeste através do Atlântico. A segunda onda tropical, que gerou a tempestade tropical Erin, partiu em 13 de agosto. À medida que a onda seguia para o oeste, eles se tornavam cada vez mais difíceis de rastrear devido à humidade associada, mas em 20 de agosto uma nova onda tropical se desenvolveu a leste das Pequenas Antilhas. Poucas mudanças na organização ocorreram enquanto ele seguia para o oeste através do Mar do Caribe, e só foi detectado pela primeira vez pelo Centro Nacional de Furacões (NHC) em 23 de agosto, ao se aproximar da Península de Iucatã. Apesar de se deslocar por terra, a circulação do distúrbio ficou mais bem definida ao cruzar a Península de Iucatã.  No início de 25 de agosto, a perturbação atingiu a baía de Campeche, quando a probabilidade de desenvolvimento aumentou para 60%. O distúrbio rapidamente se organizou e estimou que uma depressão tropical se formou às 12:00. UTC naquele dia, aproximadamente a 56 km (35 mi) ao norte-nordeste de Coatzacoalcos, México. Pouco depois, uma aeronave de reconhecimento da Força Aérea encontrou ventos de superfície de até força de tempestade tropical, e a depressão foi atualizada para tempestade tropical Fernand às 18:00 UTC, operacionalmente não foi atualizado até cerca de três horas depois.
Depois de ser atualizado para uma tempestade tropical, Fernand logo depois disso atingiu o seu pico de intensidade no início de 26 de agosto com ventos de 97 km/h e uma pressão de 1,001 mbar (29.6 inHg), pois atingiu simultaneamente a terra perto de Zempoala, cerca de 47 km ao norte-noroeste da cidade de Veracruz. Operacionalmente, Fernand foi pensado pelo NHC que tivesse atingido o pico com ventos de 80 km/h. O enfraquecimento rápido ocorreu quando ele percorreu o terreno montanhoso do México, e Fernand enfraqueceu para uma depressão tropical às 12:00 UTC naquele dia, degenerando em uma baixa remanescente poucas horas depois. O centro mais tarde se dissipou às 00:00 UTC em 27 de agosto.

## Preparações e impacto
Em 25 de agosto, um alerta de tempestade tropical foi publicado na Costa do Golfo do México, da cidade de Veracruz ao norte até Tampico. Os avisos foram cancelados ao norte de Barra de Nautla, estado de Veracruz, no início de 26 de agosto, e interrompidos inteiramente depois que Fernand enfraqueceu para uma depressão tropical. A Marinha mexicana ajudou as pessoas em Veracruz a evacuar as suas casas com eficiência. As aulas em todos os níveis de ensino do estado foram fechadas durante a passagem da tempestade. O impacto da tempestade no México foi mais severo em Veracruz, onde 13 pessoas morreram em deslizamentos de terra : nove em Yecuatla, três em Tuxpan e uma em Atzalán. Na cidade de Veracruz, fortes chuvas inundaram estradas, enquanto árvores caídas causaram cortes de energia. Em Boca del Río, uma enchente deixou pessoas encalhadas em um shopping center. Danos foram relatados em 19 municípios, principalmente no norte e centro de Veracruz. A tempestade danificou 457 casas e fez com que quatro rios transbordassem. Em Oaxaca, um homem morreu após ser arrastado por um rio cheio. Após a tempestade, o governador de Veracruz, Javier Duarte, declarou estado de emergência em 92 municípios, o que permitiu aos agricultores que sofreram danos receber ajuda. Ao todo, a tempestade causou prejuízos de "milhões" de dólares.